# Верлинде, Эрик
Эрик Петер Верлинде  (нидерл. Erik Peter Verlinde; род. 21 января 1962, Воуденберг, провинция Утрехт) — голландский физик-теоретик в областях теории струн, гравитации, чёрных дыр и космологии.
Эрик Верлинде окончил гимназию в Утрехте. С 1980 года учился в Утрехтском университете. Его научными руководителями были Герард 'т Хоофт и Бернард де Вит. В 1988 году Верлинде защитил диссертацию на тему «Conformal field theory and its application to strings».
До 1993 года Верлинде работал в Институте перспективных исследований у профессора Эдварда Виттена. Верлинде занимался в области квантовой теории поля и теории струн.
Затем Верлинде работал в теоретическом отделе ЦЕРНа и одновременно преподавал в Утрехтском университете.
В 1999 году он стал профессором Принстонского университета.
С 2002 года Верлинде — профессор Амстердамского университета, где он продолжал заниматься теорией струн.
В теории поля известна формула Верлинде, которую он вывел в своей диссертационной работе.
Эрик Верлинде также работал со своим братом-близнецом Германом Верлинде, который также является физиком-теоретиком и также работает в области теории струн.
8 декабря 2009 на симпозиуме в голландском институте Спинозы Верлинде предложил свою теорию гравитации,  которая объясняет классическую механику Ньютона исходя из голографического принципа и статистической термодинамики. В теории Верлинде гравитация объясняется различием в плотности энтропии в пространстве между двумя телами и в окружающем пространстве. Притяжение двух макроскопических тел (и закон обратных квадратов) объясняется ростом полной энтропии с уменьшением расстояния между телами, т.е. переходом системы в более вероятное (реализующееся бо́льшим числом микросостояний) макросостояние. Верлинде говорит: «Законы Ньютона не работают на микроуровне, но они действуют на уровне яблок и планет. Вы можете сравнить это с давлением газа. Сами по себе молекулы газа не создают никакого давления, но некоторый объём газа оказывает давление».